# إيفلين نسبيت
فلورنسا إيفلين نسبيت (بالإنجليزية: Evelyn Nesbit)‏ (مواليد 25 ديسمبر 1884 - 17 يناير 1967) ممثلة عارضة وفتاة جوقة أميركية، اشتهرت باسم إيفلين نيسبيت ، اكتسبت مع مطلع القرن العشرين شهرة كبيرة حيث ظهرت صورها في عدد كبير من المجلات والصحف والإعلانات الخارجية فضلا عن بطاقات المعايدة والهدايا التذكارية، ولكن شهرتها بلغت ذروتها عندما أصبحت متورطة في جريمة قتل حبيبها السابق في حادثة أطلق عليها اسم «محاكمة القرن».

## بدايتها
ولدت نسبيت فلورنسا إيفلين في 25 ديسمبر 1884، في تارينتوم ، وهي بلدة صغيرة بالقرب من بيتسبرغ، بنسلفانيا، بعد وفاة والدها، غرقت عائلتها اسكتلندية - ايرلندية المتواضعة في الديون، فقررت الحسناء إيفلين استغلال جمالها وبدأت مشوارها العملي عارضة للوحات الفنانين كوسيلة للخروج من الفقر.
في يونيو عام 1900، انتقلت عائلة إيفلين للعيش في مدينة نيويورك لمتابعة مشوارها في مجال الأزياء. هناك اهتم بها جيمس كارول بيكويث، الذي كان يعمل لدى جون جاكوب أستور، أحد أقطاب تجارة الأقمشة من أصل ألماني. وضمها تحت جناحه، وعرفها بالفنانين والرسامين الأكثر شهرة في مانهاتن. وبعد فترة قصيرة أصبحت أكثر عارضة طلباً في نيويورك.
إلى جانب ذلك، قام النحات جورج غراي بارنارد بعمل فني أطلق عليه اسم «البراءة» يعرض ليومنا هذا في متحف متروبوليتان للفنون، وهو تمثال لإيفلين، كما لديها تمثال آخر نحته تشارلز دانا غيبسون عام 1905، يحمل اسم «السؤال الأبدي».
بعد عام واحد فقط من انتقالها إلى نيويورك، حصلت إيفلين على دور في مسرحية «فلورودورا» الاستعراضية وهي تابعة لمسرح برودواي الشهير، وبعد فترة وجيزة حصلت على دور البطولة في مسرحية أخرى بعنوان «الزهرة البرية».
خلال عقد من القرن 20، كانت إيفلين نسبيت «الفتاة الحلم» شابة صنعت ثروتها بجمالها، وبدأت تلقى اهتماما كبيرا من المعجبين المهتمين، من بينهم المهندس المعماري ستانفورد وايت (47 عاماً) الذي كان المسؤول عن إنجاز أكبر المشاريع العقارية والبنية التحتية في نيويورك، والذي بدأ يتودد إليها رغم فارق السن الكبير بينهما إذ كان يكبرها ثلاث مرات. وكان يقدم لها هدايا باهظة الثمن وقدمها للنخبة ووجهاء المجتمع في نيويورك. ولكن بعد سنة كاملة من العلاقة الرومنسية، تعرفت إيفلين على المليونير هاري ك ثاو، وتزوجته عام 1905، تنفيذاً لنصيحة والدتها.
بعد ذلك بعام، وفي 25 يونيو عام 1906، أخذ ثاو زوجته لحضور أول عرض لمسرحية برودوي "مامزيل الشمبانيا" في مسرح بماديسون سكوير غاردن في مدينة نيويورك. في المسرح اقترب ثاو من حبيب زوجته السابق، وايت" وأطلق عليه النار ثلاث مرات من مسافة قريبة، طلقتين في الوجه وأخرى في الكتف.
وبذلك تورطت إيفلين التي كانت شاهدة لجريمة هزت البلد وكانت طرفا في المحاكمة التي دامت ثلاثة أشهر انتهت ببراءة ثاو بعدما أثبتت الشهادات الطبية بأنه مجنون" وحكم عليه بالإقامة في سجن للأمراض العقلية لمدة ثمان سنوات
خلال فترة سجن ثاو، رجعت إيفلين إلى المسرح وأنجبت ولداً، وشاركت في أول فيلم لها عام 1914 بعنوان «ثريدس أوف ديستيني» كما أدت دور البطولة في أفلام درامية تحكي عن سيرتها الذاتية.

## وفاتها
توفيت إيفلين في دار للرعاية في سانتا مونيكا، بكاليفورنيا، في 17 يناير 1967، في سن يناهزالـ 82 عاماً ودفنت في مقبرة «هولي كروس» في كلفر سيتي، كاليفورنيا.

## معرض صور

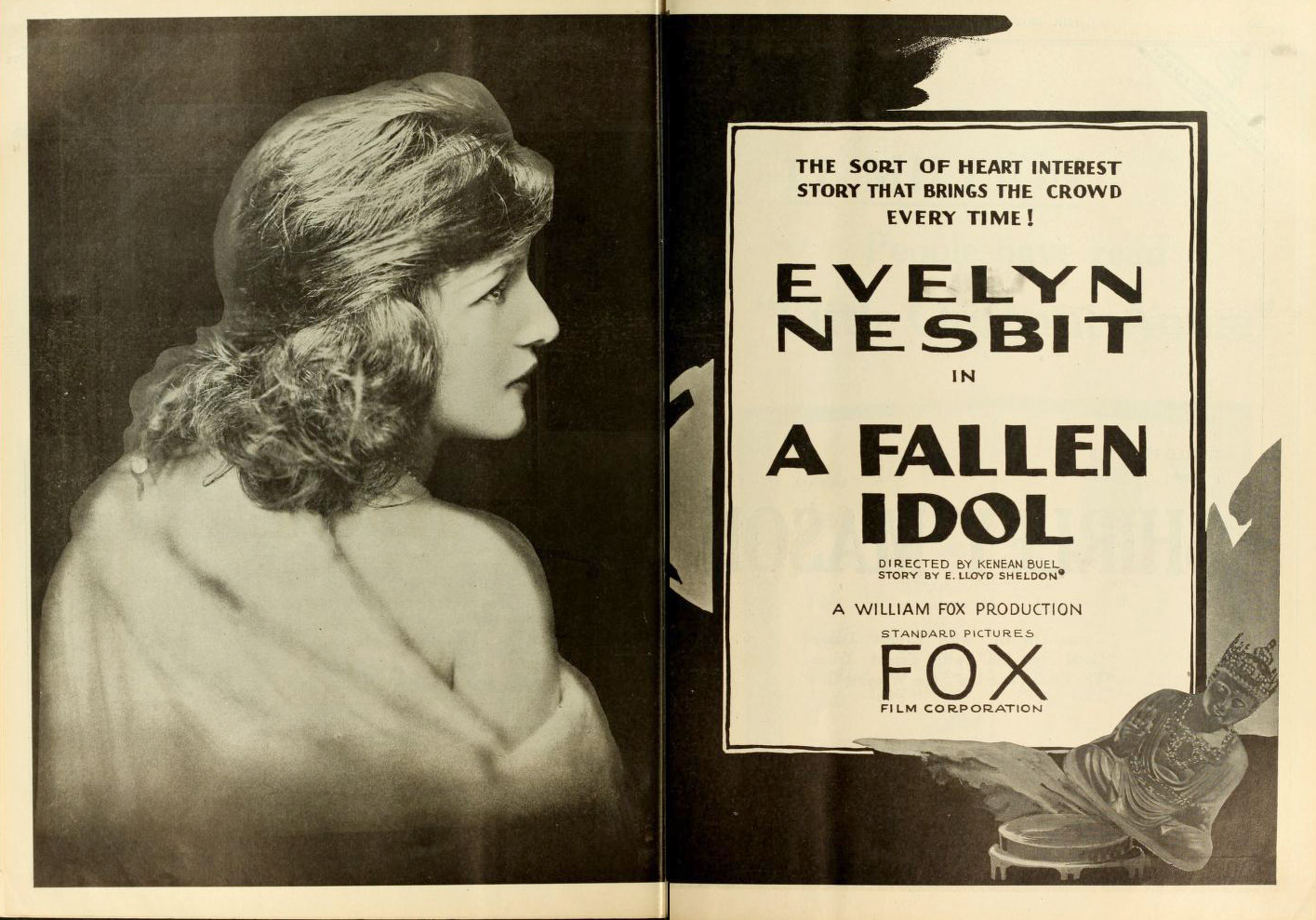
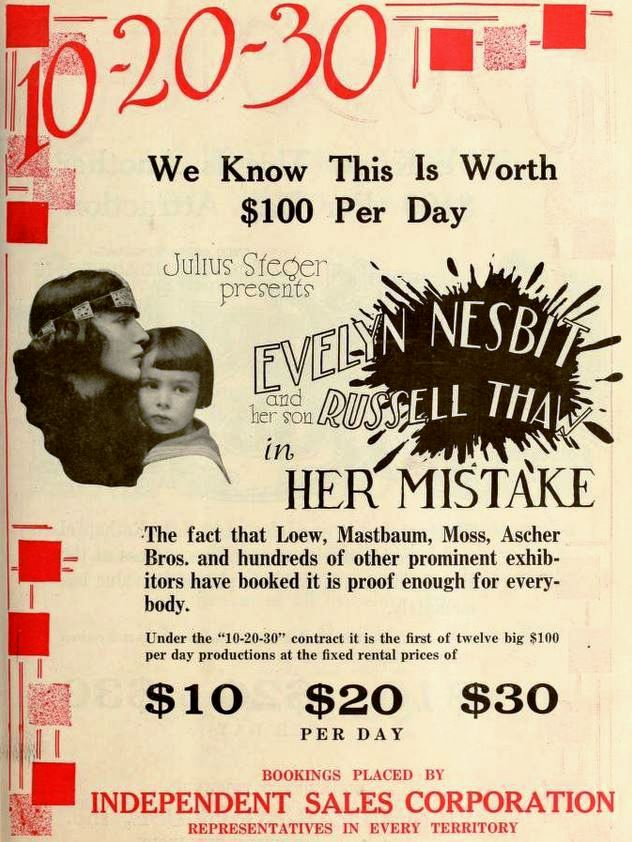
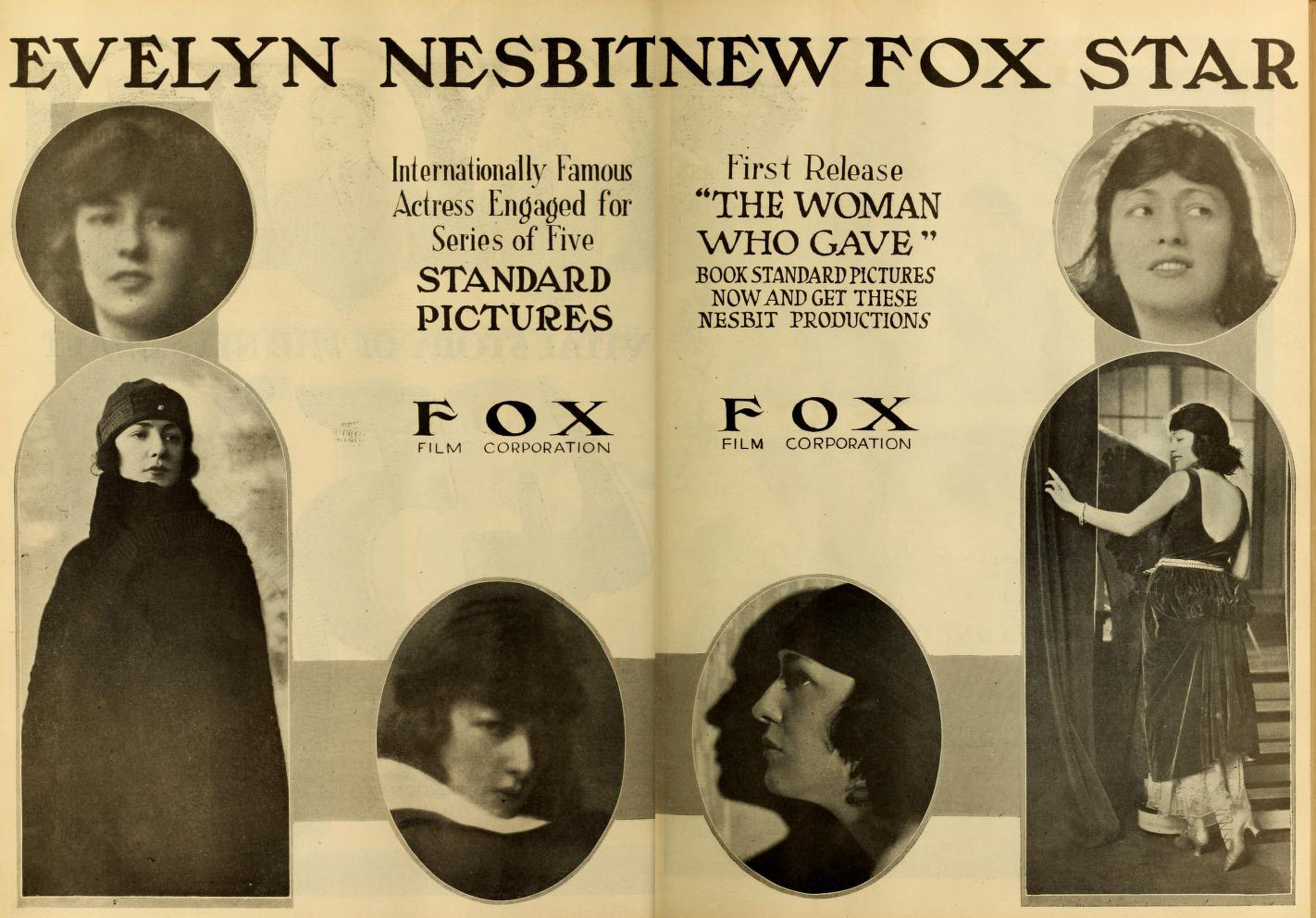
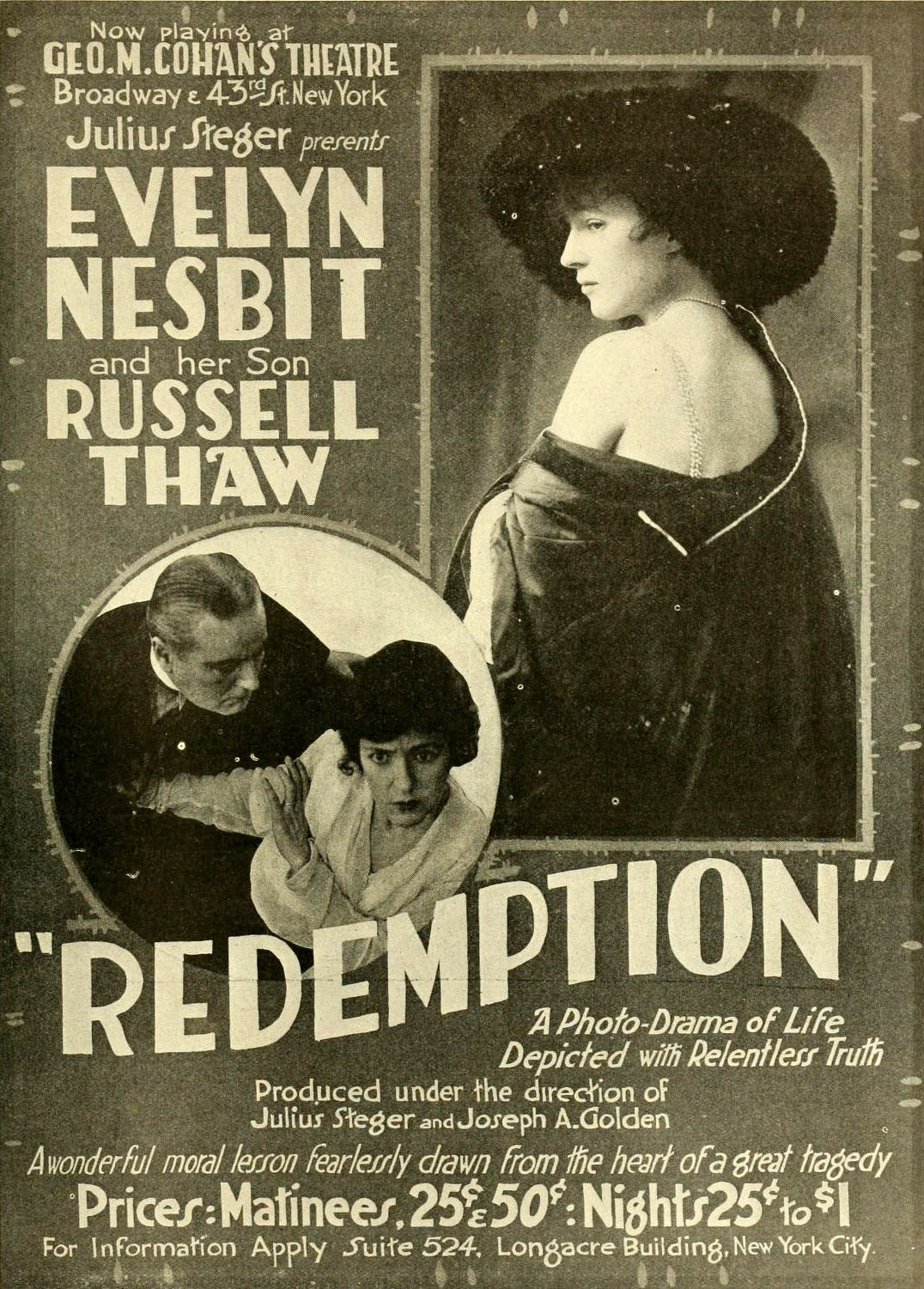

## روابط خارجية
- إيفلين نسبيت على موقع IMDb (الإنجليزية)
- إيفلين نسبيت على موقع أول موفي (الإنجليزية)
- إيفلين نسبيت على موقع قاعدة بيانات برودواي على الإنترنت (الإنجليزية)
- إيفلين نسبيت على موقع قاعدة بيانات برودواي على الإنترنت (الإنجليزية)
- إيفلين نسبيت على موقع قاعدة بيانات الفيلم (الإنجليزية)
- إيفلين نسبيت على موقع كينوبويسك (الروسية)